# Шубин, Александр Васильевич
Алекса́ндр Васи́льевич Шу́бин (нем. Alexander Spiess; 15 августа 1898, Санкт-Петербург — 31 декабря 1978, Вологда) — российский и советский театральный педагог, актёр, режиссёр. Заслуженный деятель искусств РСФСР (1953 год).

## Биография
Родился 15 августа 1898 года в Санкт-Петербурге.
В 1916 году закончил гимназическое отделение Петришуле. В том же году окончил студию В. Э. Мейерхольда. Учился в Санкт-Петербургском университете. Начал педагогическую деятельность в 1921 году. Преподавал в Ленинградской 1-й художественной студии, Студии Большого драматического театра и в студиях руководимых им театров. С 1919 по 1939 годы работал актёром и режиссёром в ленинградских театрах:
- Театр Народного дома (1919—1921)
- Александринский театр
- Свободный театр
- «Кривое зеркало» (1925—1930)
- Большой драматический театр (1930—1934)
- Малый оперный театр (1934—1939)

Был главным режиссёром Мурманского (1939), Выборгского (1940—1941), Киевского (1941—1943), Пермского (1943—1945), Смоленского (1945—1948), Омского (1948—1953), Вологодского (1954—1965) театров. Написал более 120 работ о театральном искусстве.
Скончался 31 декабря 1978 года в Вологде.

## Театральные постановки
- «Мой друг» (совместно с К. К. Тверским, 1933 год)
- «Обрыв» (1938, 1964)
- «Дубровский», «Анна Каренина», «Угрюм-река» (1948—1953)
- «Горе от ума» (1955)
- «Фома Гордеев» (1956)
- «Кремлёвские куранты» (1956)
- «Слуга двух господ» (1958)
- «Мёртвые души» (1959)
- «Вишнёвый сад» (1960)
- «Анна Каренина» (1960)
- «Третья патетическая» (1960)
- «Иркутская история» (1960)
- «Тартюф» (1961)
- «Хозяин» (1961)
- «Палата» (1962)

## Награды и звания
- Заслуженный деятель искусств РСФСР (1953 год)
- Награждён двумя медалями

## Память

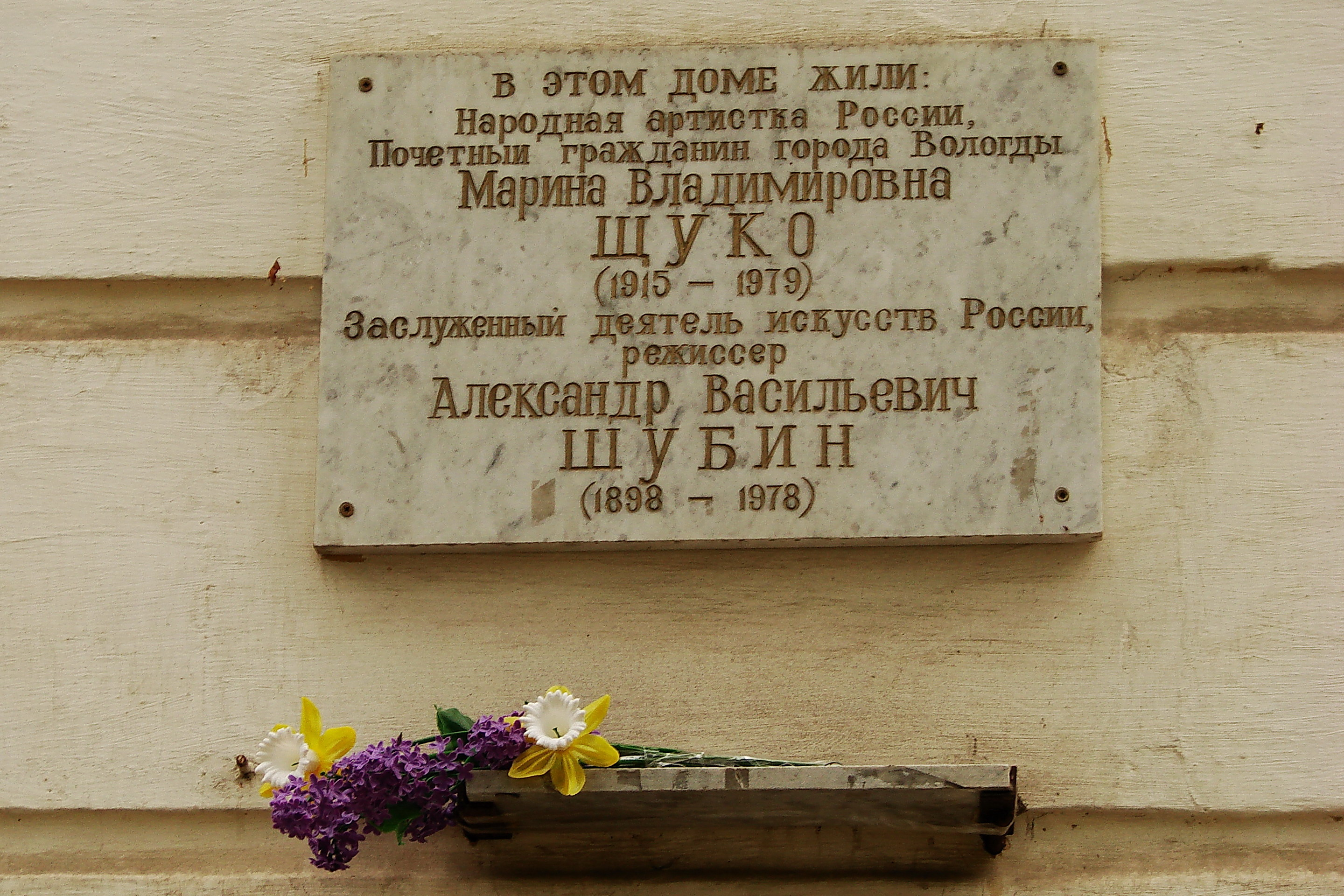

В Международный день театра, 27 марта 1988 года, на доме по Советскому проспекту, 24, в котором жил Александр Васильевич Шубин со своей женой М.В. Щуко, была установлена мемориальная доска.